# Lago di Plau
Il lago di Plau (Plauer See in lingua tedesca) è un lago della piana dei laghi del Meclemburgo nell'omonimo circondario. Esso è attraversato da est ad ovest dal fiume Elde ed è complessivamente un componente della via d'acqua federale Müritz-Elde di classe I; competente per esso è l'Ufficio delle acque e della navigazione di Lauenburg. Il Global Nature Fund gli ha assegnato il titolo di "Lago vitale dell'anno 2011".
Il lago di Plau, con la sua superficie di 38,4 km² è il terzo per estensione fra i laghi del Land del Meclemburgo-Pomerania Anteriore ed il settimo della Germania. Esso si estende in direzione nord-sud per circa 14 km con una larghezza massima di 5 km ed una profondità media di 6,8 m. Esso è collegato tramite la Elde con il Fleesensee, il Kölpinsee ed il Müritz ad est e con l'Elba ad ovest. Sulla sua riva occidentale vi è la città di Plau am See, che è anche il centro turistico di questa regione. Attorno al lago di Plau infatti vi sono numerose attrezzature ed impianti turistici, come i campeggi attrezzati sulle rive orientale e settentrionale vicino alla città di Plau e sull'isola Plauer Werder. Intorno a tutto il lago si stende una pista ciclabile.
Il lago era chiamato nel XII secolo  Cuzhin o  Kuzin, come l'omonimo insediamento fortificato Kutin (o Kustin) sulla sponda occidentale del lago.
Più tardi assunse il nome dalla città rivierasca di Plau.
La parte settentrionale del lago si trova all'interno dell'area protetta  Nordufer Plauer See.

## Altri progetti

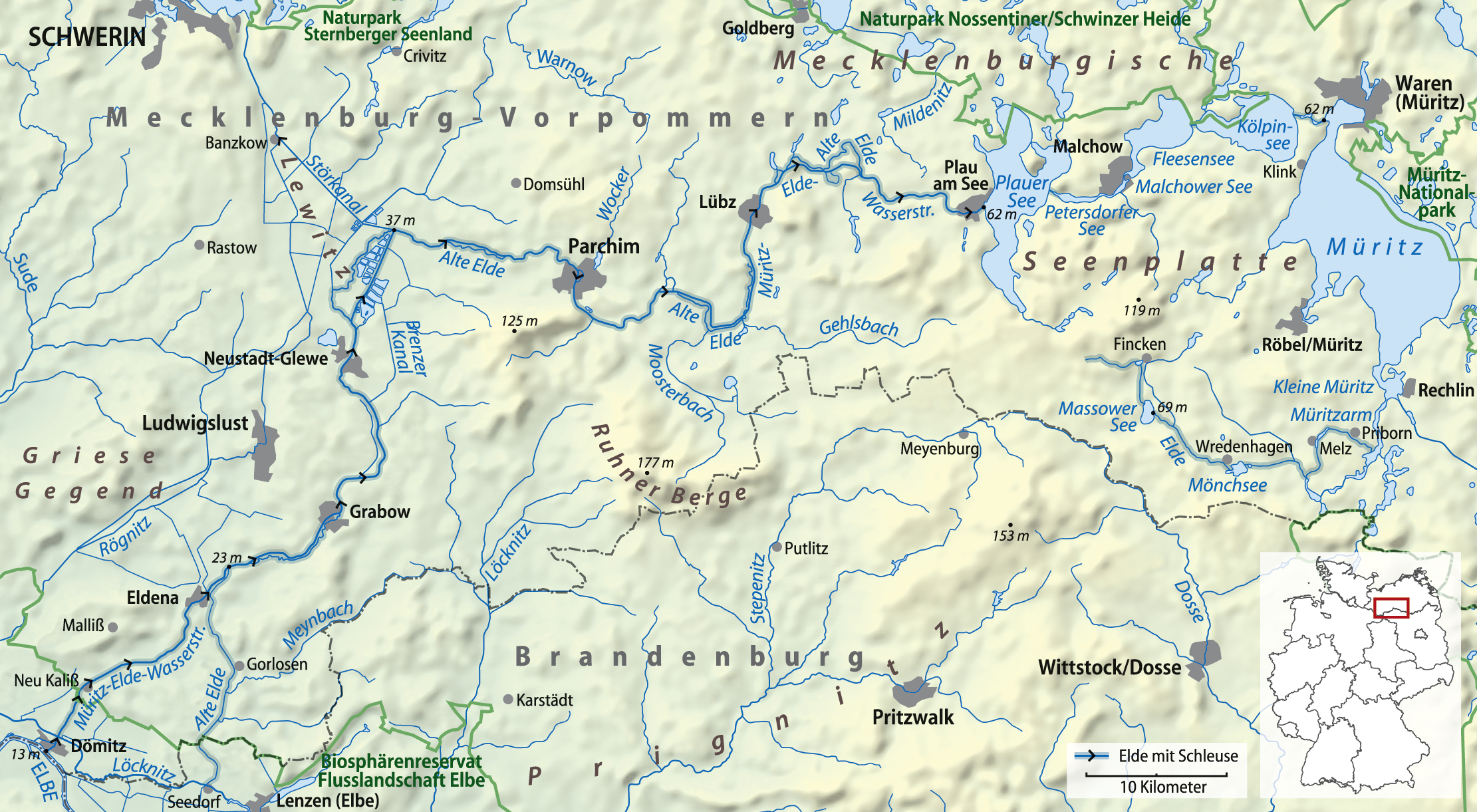
Mappa del percorso della Elde, che evidenzia la catena di laghi che si estende dal Müritz fino al lago di Plau.